# Avetis Aharonian
Avetis Aharonian  (în armeană Ավետիս Ահարոնյան) a fost un politic, scriitor și revoluționar armean, parte importantă din mișcarea națională armeană.

## Viața
Avetis Aharonian s-a născut în localitatea Igdirmava pe câmpiile din Araradian (azi Turcia). Aharonian a fost influențat de zona geografică, ca Râul Aras și muntele Ararat , localitatea este așezată la poalele muntelui.
Mama lui, Zardar era o persoană cultă, care și-a educat copii să scrie și să citească. A terminat școala primară în sat și a mers mai departe în școala Kevorkian din Etchmiadzin. A fost profesor doi ani, apoi a studiat la Universitatea din Lausana (Elveția) istoriași filozofia. În acest timp a cunoscut pe Kristapor Mikaelian, atunci redactor șef al ziarului Troshag  (Steagul) și a început să colaboreze. O dată licențiat, în 1901 a studiat literatura la Sorbona Paris.
În 1902, s-a întors în Caucaz și a lucrat la școala Nersissian ca director și editor la revista Mourj (Ciocan). În 1909 a fost arestat de poliția țaristă și a făcut închisoare la Metekhi unde a căzut bolnav. În 1911 după o generoasă donație de 20.000 de ruble, a călătorit în Europa.
S-a întors în Caucaz în 1917 și a fost seful Consiliului Național Armean care a proclamat independența din Republica Democrată Armenia în 28 mai 1918.
De asemenea a fost șeful delegației armene la Conferința de Pace de la Paris, unde s-a semnat Tratatul de la Sèvres care recunoștea numita «Armenia lui Wilson» în colaborare directă cu diaspora armeană. A fost exiliat când țara a fost incorporată în URSS, și a compus Azatouthian dujanapahin (Drumuri de Libertate, 1926). În 1948 a murit la Paris.